# Питељо
Питељо (итал. Piteglio) је насеље у Италији у округу Пистоја, региону Тоскана.
Према процени из 2011. у насељу је живело 216 становника. Насеље се налази на надморској висини од 671 м.

## Становништво
Према резултатима пописа становништва 2011. у општини је живело 1.797 становника.
| 1931. | 1936. | 1951. | 1961. | 1971. | 1981. | 1991. | 2001. | 2011. |
| ----- | ----- | ----- | ----- | ----- | ----- | ----- | ----- | ----- |
| 3.801 | 3.689 | 3.894 | 3.406 | 2.813 | 2.307 | 2.034 | 1.877 | 1.797 |

## Партнерски градови
- La Agüera
- Саона